# Christopher Gadsden

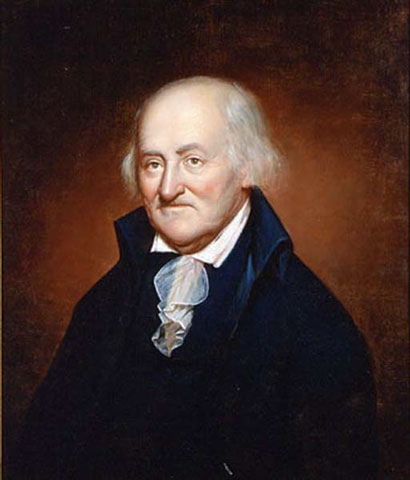
Christopher Gadsden

Christopher Gadsden (* 16. Februar 1724 in Charleston, Province of South Carolina; † 15. September 1805 ebenda) war ein US-amerikanischer Händler, Offizier und Politiker der Province of South Carolina. Er war einer der bedeutendsten Führer der Patriotenbewegung von South Carolina während der Amerikanischen Revolution. Gadsden vertrat die Province of South Carolina als Delegierter im Kontinentalkongress und war Brigadegeneral in der Kontinentalarmee während des Amerikanischen Unabhängigkeitskrieges. Ferner entwarf er die berühmte Gadsden-Flagge.

## Werdegang

### Vor dem Amerikanischen Unabhängigkeitskrieg
Christopher Gadsden war der Sohn von Thomas Gadsden, der in der Royal Navy diente, bevor er Zollbeamte für den Hafen von Charleston wurde. Christopher wurde auf eine Schule bei Bristol (England) geschickt. Er kehrte erst 1740 nach Amerika zurück und begann im Anschluss eine Lehre in einem Kontor in Philadelphia (Pennsylvania). Gadsden erbte nach dem Tod seiner Eltern 1741 ein großes Vermögen. Zwischen 1745 und 1746 diente er dann im King George’s War als Purser auf einem britischen Kriegsschiff. Er unternahm kaufmännische Unternehmungen, die ihm 1747 seine Rückkehr nach South Carolina ermöglichten. Dort kaufte er das Land seines Vaters zurück, welches dieser 1733 als Folge von Glücksspiel verloren hatte. Gadsden war in Charleston weiterhin als Kaufmann tätig. Nachdem sein Handel zu florieren begonnen hatte, ließ er eine Werft erbauen, die bis heute seinen Namen trägt. Er gehörte 1759 einer Expedition gegen die Cherokee an, wo er den Dienstgrad eines Captains in einer Milizenkompanie trug. Gadsden verfolgte auch eine politische Laufbahn. Er wurde 1757 zum ersten Mal in das Repräsentantenhaus von South Carolina gewählt. 1765 nahm er als einer von drei Delegierten der Province of South Carolina an dem Stamp Act Congress in New York City teil, der wegen des Widerstands gegen den Stamp Act einberufen wurde. Während seine Mitdelegierten Thomas Lynch und John Rutledge in Ausschüssen dienten, um jeweils einen Einspruch an das Ober- und Unterhaus zu entwerfen, lehnte Gadsden einen solchen Posten ab, da seiner Ansicht nach das Parlament dazu keine Rechte habe. Er sprach sich offen für die verabschiedete Erklärung der Menschenrechte und Missstände vom Kongress aus. Seine Ansprachen brachten ihm die Aufmerksamkeit von Samuel Adams aus Massachusetts ein. Zwischen den beiden entstand eine lange Brieffreundschaft. Gadsden wurde schließlich als „the Sam Adams of the South“ bekannt. Nach seiner Rückkehr aus New York war er einer der Mitbegründer und Führer der Sons of Liberty in Charleston. Er stieg zum Oberstleutnant in der Miliz auf. 1774 wurde er als Delegierter in den ersten Kontinentalkongress gewählt und im folgenden Jahr in den zweiten Kontinentalkongress wiedergewählt.

### Während des Amerikanischen Unabhängigkeitskrieges
Gadsden verließ im Frühjahr 1776 den Kongress, um das Kommando über das erste Regiment von South Carolina in der Kontinentalarmee zu übernehmen. Darüber hinaus war er Mitglied im Provinzkongress von South Carolina. Im Februar 1776 ernannte ihn der Präsident von South Carolina John Rutledge zum Brigadegeneral in der Miliz von South Carolina. Als die britischen Truppen ihren Angriff auf Charleston vorbereiteten, befahl Generalmajor Charles Lee die abgelegenen Positionen zu räumen. Rutledge und die ansässigen Offiziere stimmten dem nicht zu. Ein Kompromiss wurde erreicht, als William Moultrie die Verteidigung von Sullivan’s Island vorbereitete. Das Regiment von Gadsden baute dort für den Fall einer Flucht eine Brücke, falls ihre Position bedroht würde. Der britische Angriff wurde allerdings zurückgeschlagen. Als Folge davon ernannte ihn im September 1776 der Kontinentalkongress zum Brigadegeneral in der Kontinentalarmee. 1778 nahm er dann als Delegierter am Konvent von South Carolina teil, der eine neue Staatsverfassung entwarf. Im selben Jahr wurde er zum Vizegouverneur ernannt, um die Vakanz von Henry Laurens zu füllen, der im Kontinentalkongress tätig war. Gadsden hatte die Stellung bis 1780 inne. In den ersten eineinhalb Jahre wurde er als „Vice President of South Carolina“ tituliert. Nach der Verabschiedung der neuen Verfassung änderte sich der Titel zu dem von heute. Als die Briten 1780 Charleston belagerten, floh John Randolph als Ratspräsident nach North Carolina, um eine Exilregierung zu gewährleisten, sollte die Stadt fallen. Gadsden blieb bei Gouverneur Rawlins Lowndes. General Benjamin Lincoln übergab am 12. Mai die Garnison an General Sir Henry Clinton. Zur selben Zeit übergab Gadsden als Vertreter der Zivilregierung die Stadt. Auf Ehrenwort wurde er nach Hause entlassen. Nachdem Clinton nach New York zurückgekehrt war, änderte der neue britische Kommandeur im Süden, General Cornwallis, die Regeln. Am Morgen des 27. August verhaftete er über 20 der Zivilbeamten, die auf Ehrenwort freigelassen waren. Sie wurden dann als Gefangene auf ein Schiff geladen und nach St. Augustine (Florida) gebracht. Nach ihrer Ankunft bot ihnen Gouverneur Tonyn sich frei in der Stadt bewegen zu können, sofern sie ihm ihr Ehrenwort geben. Die meisten akzeptierten diesen Vorschlag. Gadsden lehnte es ab, da die Briten schon einmal ein Ehrenwort gebrochen hatten und er kein Vertrauen mehr in dieses System hatte. Als Folge dieser Entscheidung verbrachte er die nächsten 42 Wochen in Einzelhaft in einem Verlies der alten spanischen Festung Castillo de San Marcos. Als sie schließlich 1781 entlassen wurden, kehrten sie mit einem Handelsschiff nach Philadelphia zurück. Dort angekommen, hörte Gadsden von der Niederlage von Cornwallis bei Cowpens und dessen Rückzug nach Yorktown. Er eilte nach Hause, um bei der Wiedereinsetzung der Zivilregierung von South Carolina zu helfen. Gadsden wurde in das Repräsentantenhaus von South Carolina wiedergewählt, das sich in Jacksonboro versammelte. Auf dieser Sitzung übergaben sowohl Gouverneur Randolph als auch der De-facto-Präsident Rutledge ihre Ämter. Gadsden wurde zum Gouverneur gewählt, verzichtete allerdings. Sein Gesundheitszustand war infolge der Gefangenschaft beeinträchtigt und ein amtierender Gouverneur war erforderlich, da die Briten Charleston noch besetzt hielten. Als Folge davon wurde John Mathews neuer Gouverneur von South Carolina.

### Nach dem Amerikanischen Unabhängigkeitskrieg
Gadsden nahm 1788 als Delegierter am Konvent von South Carolina teil, wo er für die Ratifizierung der US-Verfassung stimmte. Er starb an den Folgen eines Sturzes am 15. September 1805 in Charleston und wurde dann auf dem St. Phillip's Churchyard beigesetzt. Gadsden war dreimal verheiratet und hatte vier Kinder mit seiner zweiten Ehefrau. Sein Sohn Thomas Gadsden (1756–1791) war vom 20. Februar 1787 bis zum 26. Januar 1789 Vizegouverneur von South Carolina.